# Tom Conway
Tom Conway, född 15 september 1904 i Sankt Petersburg, död 22 april 1967 i Venice, Kalifornien, var en brittisk skådespelare. Conway medverkade i filmer som Rovdjurskvinnan (1942), Falken slår till (1943), Det sjunde offret (1943) och var berättare i Disneyfilmen Peter Pan (1953).
Conway är bland annat känd för att ha spelat "Falken" i tio av filmerna i serien (1942–1946), en roll han övertog från sin bror, George Sanders, och i Falkens sista bragd (1942), spelade de även mot varandra.
Åren 1946 till 1947 spelade Conway Sherlock Holmes i en radioserie tillsammans med Nigel Bruce i rollen som Dr. Watson.
Tom Conway dog vid 62 års ålder 1967. Han har en stjärna på Hollywood Walk of Fame sedan 1960.

## Filmografi i urval
- 1941 – The Trial of Mary Dugan
- 1941 – Free and Easy
- 1941 – The People vs. Dr. Kildare
- 1941 – Lady Be Good
- 1941 – Tarzans hemliga skatt
- 1942 – Rio Rita
- 1942 – Mordet på centralen
- 1942 – Falkens sista bragd
- 1942 – Rovdjurskvinnan
- 1943 – Falken slår till
- 1943 – Svart mystik
- 1943 – Falken i fara
- 1943 – Det sjunde offret
- 1948 – Gäckande Venus
- 1953 – Peter Pan (berättare i originalversionen)
- 1954 – Prins Valiant
- 1956 – The Last Man to Hang?
- 1956 – En djävulsk plan
- 1957 – Alfred Hitchcock presenterar (TV-serie)
- 1961 – Pongo och de 101 dalmatinerna (röst)
- 1964 – Drömbrud för sex
- 1964 – Perry Mason (TV-serie)